# Lastwechselreaktion
Unter Lastwechselreaktion versteht man die Änderung des Fahrverhaltens eines Fahrzeuges auf Grund einer Verzögerung durch Gaswegnahme während einer Kurvenfahrt. Das Motormoment geht dabei vom Zug- in den Schubbetrieb über. 
Je stärker die Verzögerung, desto stärker auch die Lastwechselreaktion. Beeinflusst wird die Lastwechselreaktionen durch
- das Motorschleppmoment
- die Getriebeübersetzung
- den Radstand
- die kinematischen und elastokinematischen Spurwinkeländerungen beim Ein-/Ausfedern
- die Reifeneigenschaften.

Weitere Einflüsse können sein:
- ein hoch liegender Fahrzeugschwerpunkt
- eine weiche Federung mit schlecht abgestimmter Dämpfung.

Der Lastwechsel im Kreis gehört zu den Standardmanövern der Fahrdynamik, die im „offenen Regelkreis“ durchgeführt werden. Die Durchführung und Auswertung wurde in ISO 9816 festgelegt.
Durch die Erhöhung der Radlast an der Vorderachse bzw. Verringerung an der Hinterachse ändern sich die Seitenkräfte entsprechend. Es entsteht ein eindrehendes Giermoment, wodurch sich der gefahrene Radius verringert. Beim Fahren im Grenzbereich können starke Lastwechselreaktionen die Stabilität des Fahrzeugs gefährden und große Schwimmwinkel auftreten. 
Im modernen Automobilbau werden Lastwechselreaktionen auf mehrere Arten reduziert:
- Fahrkomfort: Die Motorsteuerung geht beim Übergang in den Schubbetrieb nicht (wie früher üblich) schlagartig in die Schubabschaltung (Kraftstoffzufuhr abstellen), sondern regelt die Motorleistung verzögert herunter. Fahrzeuge mit Handschaltgetriebe besitzen dafür zusätzlich einen Schalter am Kupplungspedal.
- Sicherheit: In kritischen Situationen wird durch das Elektronische Stabilitätsprogramm (ESP) das Motorschleppmoment kontrolliert bzw. ein Übersteuereingriff eingeleitet.